# Paikiniana mira
Paikiniana mira är en spindelart som först beskrevs av Ryoji Oi 1960.  Paikiniana mira ingår i släktet Paikiniana och familjen täckvävarspindlar. Inga underarter finns listade i Catalogue of Life.